# Tudhalias I
Tudhalias I (Tudhaliaš I) era probablement rei de Kussara, d'Hattusa i de Kanesh.
Els textos hitites el situen a la cort de Zuzzu rei de Kanesh, amb el càrrec de rab saqe, "Cap dels copers", un càrrec elevat i no militar que exercien els membres de la família reial. Després de la destrucció de la ciutat pel regne de Salatiwara, que segurament era vassall de Kushara o potser ja s'havia independitzat, es devia imposar i va ser potser rei. Era el pare de Pusarrumas (Pu-Šarrumaš), que també va ser rei.